# Franjo Babić
Franjo Babić (Babina Greda, 19. prosinca 1908. – Bleiburg, 15. svibnja 1945.), hrvatski književnik i novinar.
Radio je kao novinar Hrvatskog lista u Osijeku, na funkciji odgovornog urednika od 1941. do 1944. godine.
U književnosti se javio crticama i pjesmama sredinom 20-ih godina.
Popularnost je stekao opšrinim romanom Čaruga s više od 2000 stranica, koji je izlazio u nastavcima od 1938. do 1940. u Zanimljivoj knjižici, posebnom prilogu Hrvatskog lista. Roman Vjerna zemlja iz 1943. nastavlja smjer ruralne proze izrazito regionalističkih obilježja. Autor je i drama (Graničareva ljubav ili Ivka, Obćinski načelnik) te novela iz slavonskog života.

## Životopis
Rođen je u Babinoj Gredi i podrijetlom je iz starosjedilačke babogredske obitelji. Osnovnu školu pohađao je u Zemunu (1915. – 1919.), a šest razreda gimnazije, u Vukovaru i Vinkovcima (1920. – 1926.). U osječkom dnevniku Hrvatski list od 1929. bio je sudski i športski izvjestitelj, urednik gradske rubrike i odgovorni urednik (1941. – 1944.). Za osječka amaterska kulturno-umjetnička društva pisao je pučke igrokaze, aktovke i skečeve.
Od 1935. članom je zagrebačke sekcije Jugoslavenskog novinarskog udruženja, zatim Matice hrvatskih kazališnih dobrovoljaca i Društva hrvatskih književnika.
Pjesme, humoreske, novele, pripovijetke, crtice, putne zapise iz seoskog života Slavonije i gornjeg Srijema, književne i kazališne prikaze, kao i kulturno-povijesne folklorističke članke, objavio je u novinama i časopisima: Novi čovjek (1926., 1927.), Hrvatski list (Osijek, 1927. – 1944.), Novo doba (Split, 1933.), Hrvatski Zagorac (1936.), Pravda (1938.), Spremnost (1942., 1945.), Nedjeljne viesti (1943.), Hrvatski sjever (1944.), Hrvatski narod (1944., 1945.), Novine (Zagreb, 1944., 1945.). 
Popularnost je stekao humorističkim Pismima čiče Grge Grgina iz Grginca (1928. – 1943.) i pučkim godišnjacima Narodni kalendar čiče Grge Grgina iz Grginca (1935. – 1943.). Roman Čaruga objavljivao je u nastavcima Hrvatski list. 
Komedija Općinski činovnik prikazana je u Osijeku 1937., a pučka gluma Graničarska ljubav ili Ivka u Osijeku 1944. godine. U rukopisu su ostali igrokazi Šokačka krv (1931.) i Novo pokoljenje (1942.). 
Književni kritičari Babića su smatrali sljedbenikom slavonske Okrugić-Jurkovićeve dramske tradicije, nastavljačem Joze Ivakića (Pravda, 1938.) i pučkim dramatičarem koji zna pisati za narod.
Od 1944. radio je kao novinar u Zagrebu.

## Djela
- Općinski načelnik (komedija u dva čina, 1937.)
- Čaruga (roman, 1938. – 1940.)
- Vjerna zemlja (roman, 1943.)
- Graničarska ljubav ili Ivka (drama, 1944.)